# Amos Deacon
Amos Rogers Little Deacon (* 28. Mai 1904 in Philadelphia, Pennsylvania; † 9. Oktober 1982 in Santa Barbara, Kalifornien) war ein Hockeyspieler aus den Vereinigten Staaten, der 1932 eine olympische Bronzemedaille gewann.

## Karriere
Amos Deacon spielte für den Germantown Cricket Club in Philadelphia.
Bei den Olympischen Spielen 1932 in Los Angeles nahmen nur drei Mannschaften am Hockey-Turnier teil. Nachdem die indische Mannschaft die japanische Mannschaft mit 11:1 besiegt hatte, gewannen die Japaner gegen das Team der Vereinigten Staaten mit 9:2. Im letzten Spiel siegte die indische Mannschaft mit 24:1 gegen die Mannschaft der Vereinigten Staaten. Deacon wirkte nur im Spiel gegen Japan mit, er war der Mittelstürmer seiner Mannschaft.
Vier Jahre später nahm Deacon auch an den Olympischen Spielen 1936 in Berlin teil. Dort verloren die Amerikaner alle vier Spiele, Deacon hatte zwei Einsätze in den Spielen gegen Japan und gegen Ungarn.